# یواس‌اس دامیننت (ای‌ام‌سی-۷۶)
یواس‌اس دامیننت (ای‌ام‌سی-۷۶) (به انگلیسی: USS Dominant (AMc-76)) یک کشتی بود که طول آن ۹۶ فوت (۲۹ متر) بود. این کشتی در سال ۱۹۴۱ ساخته شد.